# Référendum constitutionnel comorien de 2009
Le référendum présidentiel comorien de 2009 a lieu le 17 mai 2009 sous l'impulsion du président Ahmed Abdallah Mohamed Sambi. 
Il soumet au peuple comorien une nouvelle Constitution qui renforce les pouvoirs du président de l'union des Comores, ceux des îles devenant des « gouverneurs », les assemblées des îles des « conseils » et les députés des « conseillers ». Le mandat du président ainsi que ceux des gouverneurs prendront ainsi fin au même moment, à la suite de l'harmonisation des élections telle qu'imposée dans l'amendement constitutionnel. L'islam redevient religion d'État, alors que la Constitution précédente le définissait seulement comme « inspirateur des règles et principes qui régissent l'union des Comores ».
Cette réforme constitutionnelle est approuvée par 93.91 % des votants. 

## Résultats
| Choix                     | Votes   | %     |
| ------------------------- | ------- | ----- |
| Pour                      | 156 055 | 93,91 |
| Contre                    | 10 124  | 6,09  |
|                           |         |       |
| Votes valides             | 166 179 | 95,95 |
| Votes blancs et invalides | 7 017   | 4,05  |
| Total                     | 173 196 | 100   |
| Abstention                | 161 440 | 48,24 |
| Inscrits/Participation    | 334 636 | 51,76 |